# Список млекопитающих Бурунди
Это список видов млекопитающих, зарегистрированных в Бурунди. В Бурунди насчитывается 155 видов млекопитающих, из которых нет видов, находящихся на грани исчезновения, 2 — под угрозой исчезновения, 10 являются уязвимыми и 3 вида близки к уязвимому положению.
Следующие теги используются для выделения статуса сохранения каждого вида по оценке МСОП:
- — вымершие в дикой природе виды
- — исчезнувшие в дикой природе, представители которых сохранились только в неволе
- — виды на грани исчезновения (в критическом состоянии)
- — виды под угрозой исчезновения
- — уязвимые виды
- — виды, близкие к уязвимому положению
- — виды под наименьшей угрозой
- — виды, для оценки угрозы которым не хватает данных

Некоторые виды были оценены с использованием более ранних критериев. Виды, оцененные с использованием этой системы, имеют следующие категории вместо угрожаемых и наименее опасных:
| LR/cd | Lower risk/conservation dependent | Виды, которые были в центре внимания программ сохранения и, возможно, перешли в категорию более высокого риска, если эта программа была прекращена. |
| LR/nt | Lower risk/near threatened        | Виды, которые близки к тому, чтобы классифицироваться как уязвимые, но не являются объектом программ сохранения.                                    |
| LR/lc | Lower risk/least concern          | Виды, для которых не существует идентифицируемых рисков.                                                                                            |

## Подкласс:Звери

### Инфракласс:Плацентарные

#### Отряд:Трубкозубые

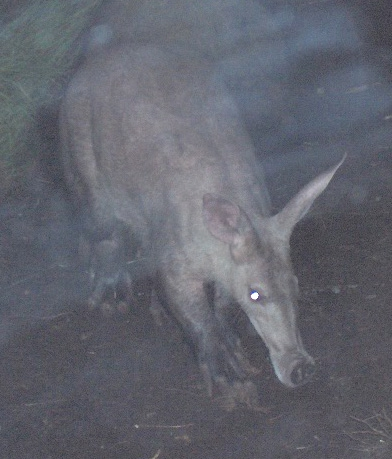
Трубкозуб

- Семейство: Трубкозубовые
  - Род: Трубкозубы
    - Трубкозуб, Orycteropus afer LC

#### Отряд:Даманы
- Семейство: Дамановые
  - Род: Горные даманы
    - Даман Брюса, Heterohyrax brucei LC

#### Отряд:Хоботные
- Семейство: Слоновые
  - Род: Африканские слоны

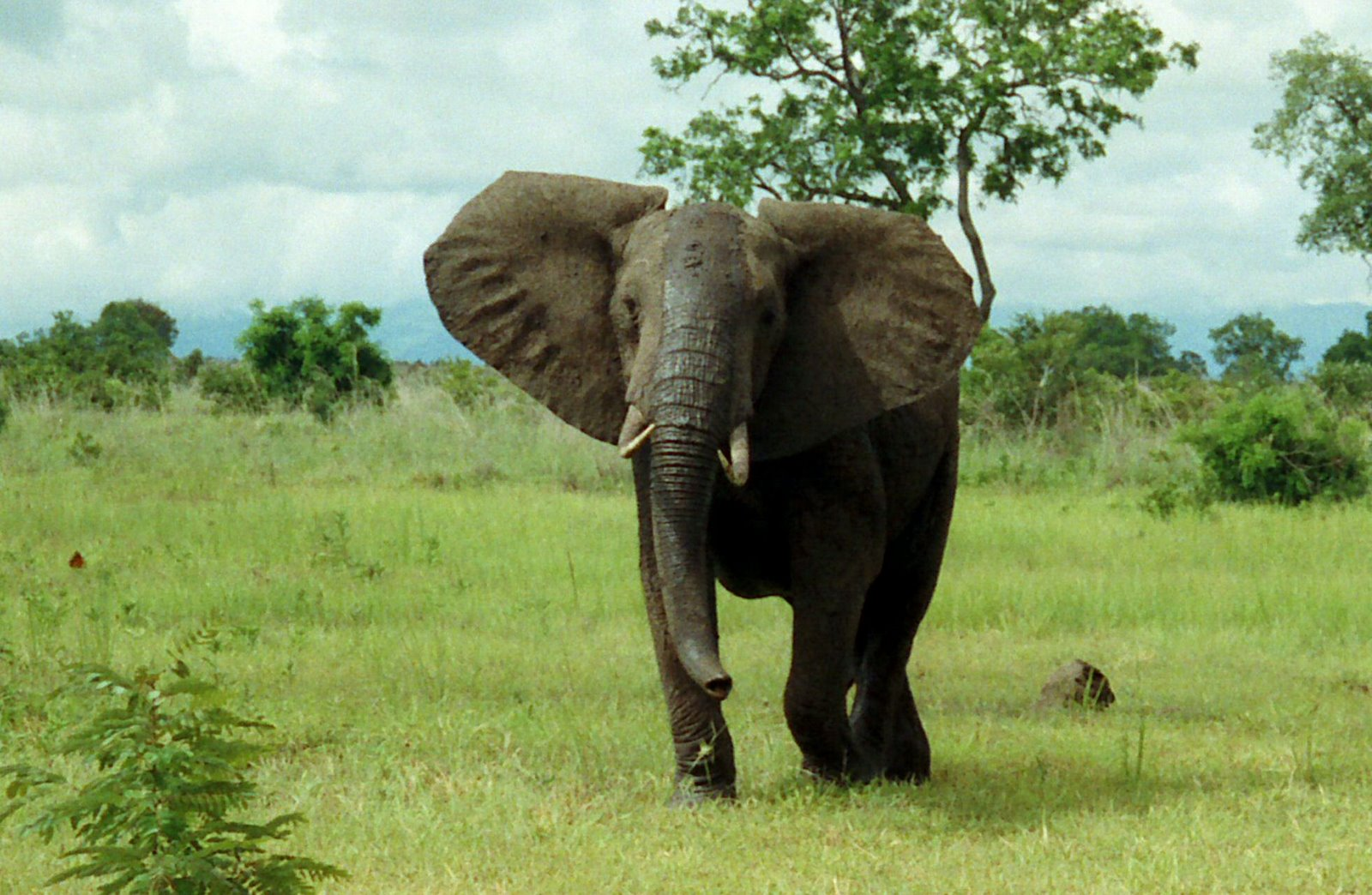
Саванный слон

    - Саванный слон, Loxodonta africana VU

#### Отряд:Приматы
- Подотряд: Мокроносые приматы
  - Инфраотряд: Лориобразные
    - Семейство: Лориевые
      - Род: Обыкновенные потто
        - Perodicticus ibeanus, LR/lc

    - Семейство: Галаговые
      - Род: Галаго

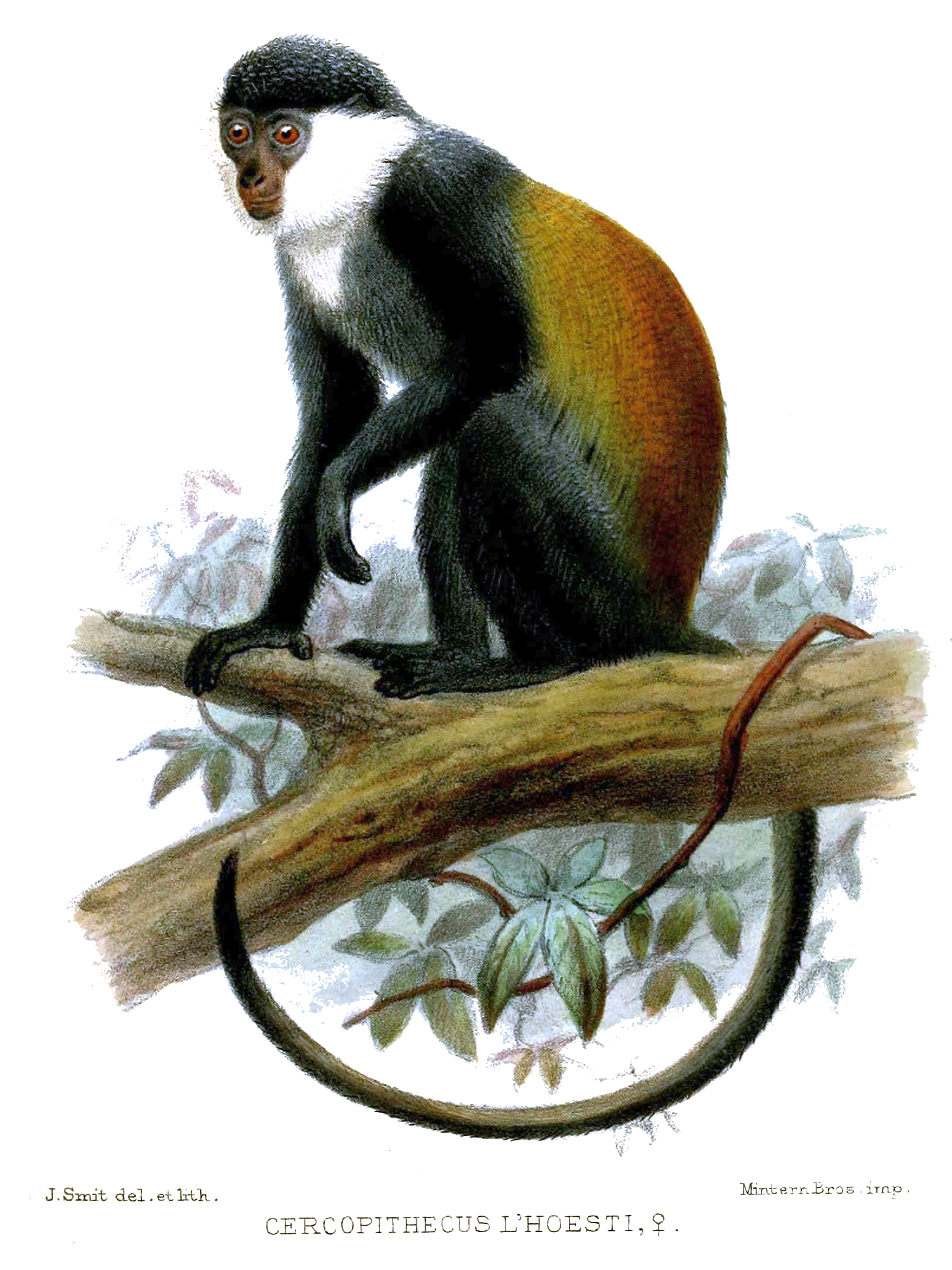
Бородатая мартышка

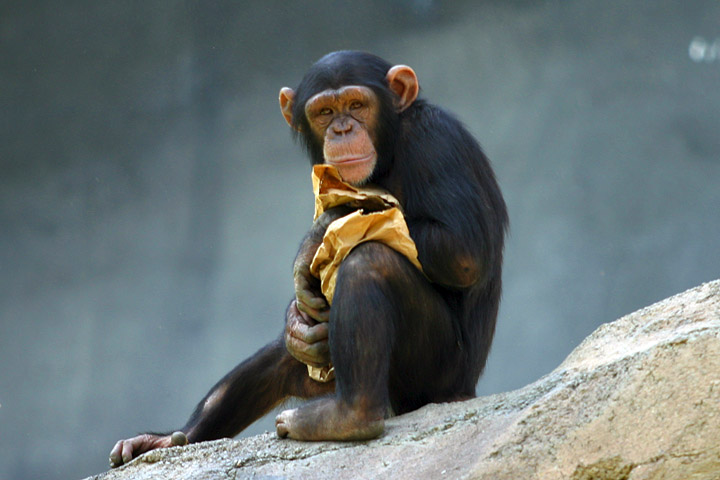
Обыкновенный шимпанзе

        - Восточный галаго, Galago matschiei LR/nt
        - Южный галаго, Galago moholi LR/lc

      - Род: Galagoides
        - Галаго Демидова, Galagoides demidoff LR/lc
        - Galagoides thomasi LR/lc

      - Род: Толстохвостые галаго
        - Толстохвостый галаго, Otolemur crassicaudatus LR/lc
- Подотряд: Сухоносые приматы
  - Инфраотряд: Обезьянообразные
    - Парвотряд: Узконосые обезьяны
      - Надсемейство: Мартышкообразные
        - Семейство: Мартышковые
          - Род: Зелёные мартышки
            - Верветка, Chlorocebus pygerythrus LR/lc

          - Род: Мартышки
            - Краснохвостая мартышка, Cercopithecus ascanius LR/lc
            - Бородатая мартышка, Cercopithecus lhoesti LR/nt
            - Голубая мартышка, Cercopithecus mitis LR/lc

          - Род: Бородатые мангобеи
            - Гривистый мангабей, Lophocebus albigena LR/lc

          - Род: Павианы
            - Павиан анубис, Papio anubis LR/lc

          - Подсемейство: Тонкотелые обезьяны
            - Род: Колобусы
              - Ангольский колобус, Colobus angolensis LR/lc

      - Надсемейство: Человекообразные обезьяны
        - Семейство: Гоминиды
          - Подсемейство: Гоминины
            - Триба: Гоминини
              - Род: Шимпанзе
                - Обыкновенный шимпанзе, Pan troglodytes EN

#### Отряд:Грызуны
- Подотряд: Дикобразообразные
  - Семейство: Дикобразовые
    - Род: Дикобразы
      - Южноафриканский дикобраз, Hystrix africaeaustralis LC

  - Семейство: Тростниковокрысиные
    - Род: Тростниковые крысы
      - Большая тростниковая крыса, Thryonomys swinderianus LC
- Подотряд: Белкообразные
  - Семейство: Беличьи
    - Подсемейство: Xerinae
      - Триба: Protoxerini
        - Род: Полосатые белки
          - Горная полосатая белка, Funisciurus carruthersi LC
          - Огненноногая белка, Funisciurus pyrrhopus LC

        - Род: Солнечные белки
          - Красноногая солнечная белка, Heliosciurus rufobrachium LC
          - Рувензорийская белка, Heliosciurus ruwenzorii LC

        - Род: Кустарниковые белки
          - Белка Бема, Paraxerus boehmi LC

        - Род: Масличные белки
          - Масличная белка, Protoxerus stangeri LC
- Подотряд: Supramyomorpha
  - Семейство: Слепышовые
    - Подсемейство: Rhizomyinae
      - Род: Кротовые крысы
        - Руандийская кротовая крыса, Tachyoryctes ruandae LC

  - Семейство: Незомииды
    - Подсемейство: Dendromurinae
      - Род: Африканские лазающие мыши
        - Лазающая мышь Киву, Dendromus kivu LC

    - Подсемейство: Cricetomyinae
      - Род: Хомяковые крысы
        - Гигантская хомяковая крыса, Cricetomys emini LC
        - Гамбийская хомяковая крыса, Cricetomys gambianus LC

  - Семейство: Мышиные
    - Подсемейство: Деомииновые
      - Род: Жёсткошёрстные мыши
        - Жёсткошёрстная мышь Вуснама, Lophuromys woosnami LC

    - Подсемейство: Otomyinae
      - Род: Otomys
        - Otomys denti NT
        - Otomys tropicalis LC

    - Подсемейство: Песчанковые
      - Род: Голопалые песчанки
        - Песчанка Бема, Gerbilliscus boehmi LC
        - Сенегальская песчанка, Gerbilliscus kempi LC
        - Саванная песчанка, Gerbilliscus valida LC

    - Подсемейство: Мышиные
      - Род: Акациевые крысы
        - Крыса Хинде, Aethomys hindei LC
        - Крыса Кайзера, Aethomys kaiseri LC

      - Род: Травяные мыши
        - Нилотская травяная мышь, Arvicanthis niloticus LC

      - Род: Colomys
        - Африканская водяная крыса, Colomys gosling LC

      - Род: Кустарниковые крысы
        - Длиннохвостая кустарниковая крыса, Grammomys dolichurus LC
        - Угандийская крыса, Grammomys dryas NT
        - Grammomys rutilans LC

      - Род: Однополосые мыши
        - Полосатая мышь Петерса, Hybomys univittatus LC

      - Род: Африканские лесные мыши
        - Полосатая лесная мышь, Hylomyscus aeta LC
        - Горная лесная мышь, Hylomyscus denniae LC
        - Западноафриканская лесная мышь, Hylomyscus stella LC

      - Род: Полосатые травяные мыши
        - Полосатая мышь, Lemniscomys striatus LC

      - Род: Многососковые мыши
        - Гвинейская многососковая мышь, Mastomys erythroleucus LC
        - Натальская мышь, Mastomys natalensis LC

      - Род: Домовые мыши
        - Жабья мышь, Mus bufo LC
        - Карликовая мышь, Mus minutoides LC
        - Серобрюхая карликовая мышь, Mus triton LC

      - Род: Ржавоносые крысы
        - Ржавоносая крыса, Oenomys hypoxanthus LC

      - Род: Ручьевые крысы
        - Восточноафриканская ручьевая крыса, Pelomys fallax LC
        - Ручьевая крыса Хопкинса, Pelomys hopkinsi VU

      - Род: Мягковолосые крысы
        - Praomys degraaffi VU
        - Мягковолосая крыса Джексона, Praomys jacksoni LC

      - Род: Африканские мыши
        - Мышь Кемпа, Thamnomys kempi VU

      - Род: Широкоголовые мыши
        - Широкоголовая мышь Хильдегарда, Zelotomys hildegardeae LC

#### Отряд:Зайцеобразные
- Семейство: Зайцевые
  - Род: Poelagus
    - Африканский заяц, Poelagus marjorita LR/lc

  - Род: Зайцы
    - Капский заяц, Lepus capensis LR/lc
    - Lepus microtis LR/lc

#### Отряд:Насекомоядные
- Семейство: Ежовые
  - Подсемейство: Настоящие ежи
    - Род: Африканские ежи

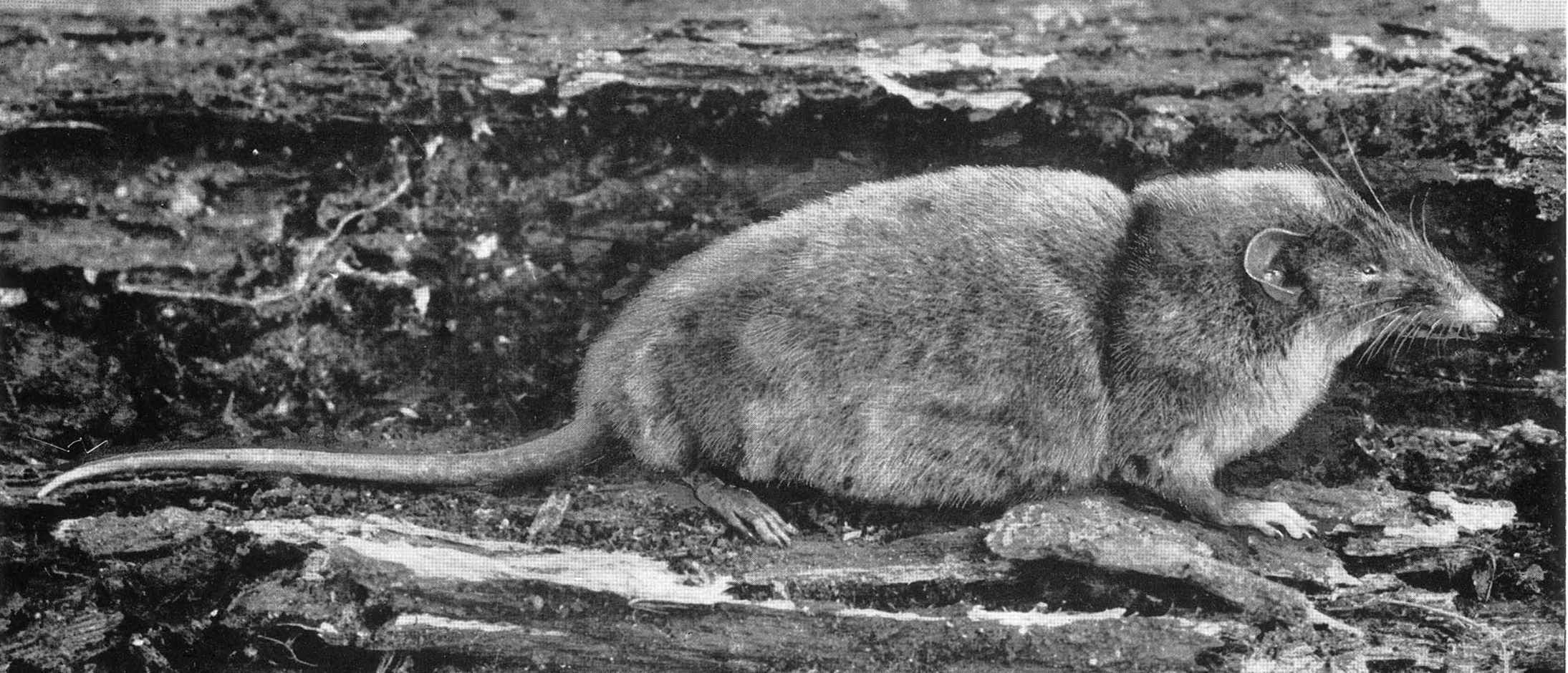
Угандская белозубка-броненоска

      - Белобрюхий ёж, Atelerix albiventris LR/lc
- Семейство: Землеройковые
  - Подсемейство: Белозубочьи
    - Род: Белозубки
      - Камерунская белозубка, Crocidura dolichura LC
      - Крошечная белозубка, Crocidura fuscomurina LC
      - Crocidura hildegardeae LC
      - Белозубка Джексона, Crocidura jacksoni LC
      - Белозубка Луна, Crocidura luna LC
      - Мавританская белозубка, Crocidura maurisca DD
      - Тёмно-бурая белозубка, Crocidura nigrofusca LC
      - Рувензорийская белозубка, Crocidura niobe LC
      - Белозубка Оливье, Crocidura olivieri LC
      - Мелколапая белозубка, Crocidura parvipes LC
      - Беспокойная белозубка, Crocidura turba LC

    - Род: Конголезские белозубки
      - Большая конголезская белозубка, Paracrocidura maxima NT

    - Род: Ruwenzorisorex
      - Ruwenzorisorex suncoides VU

    - Род: Белозубки-броненоски
      - Угандская белозубка-броненоска, Scutisorex somereni LC

    - Род: Лесные белозубки
      - Белозубка Джонстона, Sylvisorex johnstoni LC
      - Лунная лесная белозубка, Sylvisorex lunaris LC
      - Вулканическая белозубка, Sylvisorex vulcanorum LC

    - Род: Многозубки
      - Лазающая белозубка, Sylvisorex megalura LC

  - Подсемейство: Африканские белозубки
    - Род: Мышевидные белозубки
      - Мышевидная белозубка Бабюльта, Myosorex babaulti VU

#### Отряд:Рукокрылые
- Семейство: Крылановые
  - Подсемейство: Eidolinae
    - Род: Пальмовые крыланы
      - Пальмовый крылан, Eidolon helvum LC

  - Подсемейство: Rousettinae
    - Род: Эполетовые крыланы
      - Малый эполетовый крылан, Epomophorus labiatus LC
      - Крылан Вальберга, Epomophorus wahlbergi LC

    - Род: Lissonycteris
      - Ангольская летучая собака, Lissonycteris angolensis LC

    - Род: Карликовые эполетовые крыланы
      - Карликовый эполетовый крылан, Micropteropus pusillus LC

    - Род: Летучие собаки
      - Египетская летучая собака, Rousettus aegyptiacus LC
- Семейство: Гладконосые летучие мыши
  - Подсемейство: Myotinae
    - Род: Ночницы
      - Ночница Бокаге, Myotis bocagii LC
      - Ночница Вельвича, Myotis welwitschii LC

  - Подсемейство: Vespertilioninae
    - Род: Гладконосы-бабочки
      - Аргентинский выростогуб, Glauconycteris argentata LC

    - Род: Африканские кожанки
      - Капский нетопырь, Neoromicia capensis LC
      - Neoromicia flavescens DD
      - Банановый нетопырь, Neoromicia nanus LC
      - Neoromicia tenuipinnis LC

    - Род: Нетопыри
      - Нетопырь Рюппеля, Pipistrellus rueppelli LC

    - Род: Домовые гладконосы
      - Африканский гладконос, Scotophilus dinganii LC
- Семейство: Бульдоговые летучие мыши
  - Род: Малые складчатогубы
    - Украшенный складчатогуб, Chaerephon bivittata LC
    - Нигерийский складчатогуб, Chaerephon nigeriae LC
    - Карликовый складчатогуб, Chaerephon pumila LC

  - Род: Большие складчатогубы
    - Ангольский складчатогуб, Mops condylurus LC
    - Складчатогуб-мидас, Mops midas LC
- Семейство: Щелемордые
  - Род: Щелеморды
    - Щелеморд Бейта, Nycteris arge LC
    - Мохнатый щелеморд, Nycteris hispida LC
    - Большеухий щелеморд, Nycteris macrotis LC
    - Египетский щелеморд, Nycteris thebaica LC
- Семейство: Копьеносые
  - Род: Lavia
    - Желтокрылый ложный вампир, Lavia frons LC
- Семейство: Подковоносые
  - Подсемейство: Rhinolophinae
    - Род: Подковоносы
      - Подковонос Жоффруа, Rhinolophus clivosus LC
      - Подковонос Дарлинга, Rhinolophus darlingi LC
      - Дамарский подковонос, Rhinolophus fumigatus LC
      - Подковонос Гильдебрандта, Rhinolophus hildebrandti LC
      - Подковонос Ландера, Rhinolophus landeri LC

  - Подсемейство: Hipposiderinae
    - Род: Подковогубы
      - Каффрский листонос, Hipposideros caffer LC
      - Красный листонос, Hipposideros ruber LC

#### Отряд:Панголины
- Семейство: Ящеровые
  - Род: Ящеры
    - Гигантский ящер, Manis gigantea LR/lc
    - Длиннохвостый ящер Manis tetradactyla LR/lc

#### Отряд:Хищные
- Подотряд: Кошкообразные
  - Семейство: Кошачьи
    - Подсемейство: Малые кошки
      - Род: Кошки
        - Степная кошка, Felis lybica

      - Род: Сервалы
        - Сервал, Leptailurus serval LC

      - Род: Золотые кошки

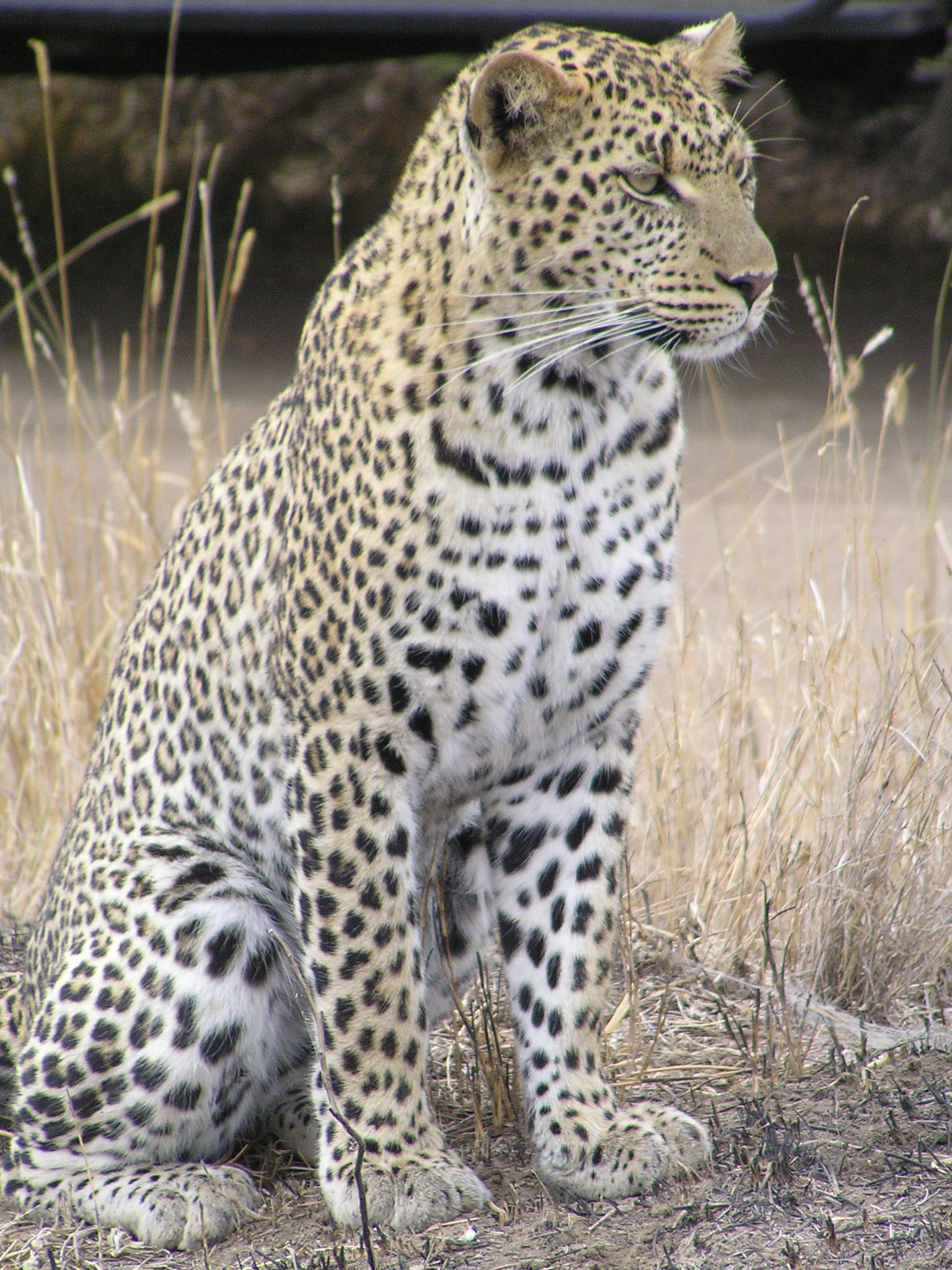
Африканский леопард

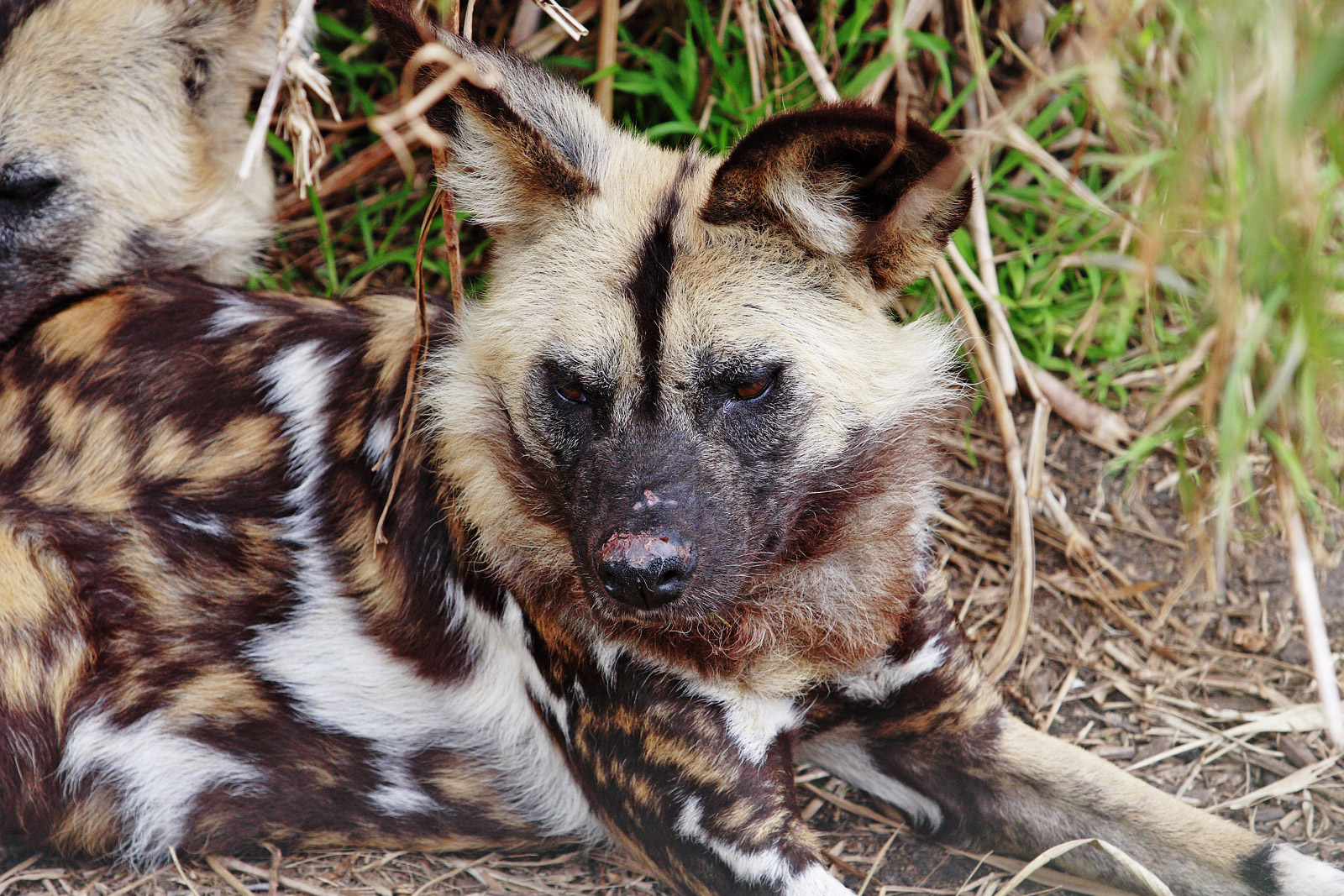
Гиеновидная собака

        - Золотая кошка, Profelis aurata VU

    - Подсемейство: Большие кошки
      - Род: Пантеры
        - Леопард, Panthera pardus VU

  - Семейство: Нандиниевые
    - Род: Пальмовые циветы
      - Пальмовая цивета, Nandinia binotata LC

  - Семейство: Мангустовые
    - Род: Полосатые мангусты
      - Полосатый мангуст, Mungos mungo LC

  - Семейство: Гиены
    - Род: Пятнистые гиены
      - Пятнистая гиена, Crocuta crocuta LC
- Подотряд: Собакообразные
  - Семейство: Псовые
    - Род: Lupulella
      - Полосатый шакал, Lupulella adusta LC

    - Род: Гиеновидные собаки
      - Гиеновидная собака, Lycaon pictus EN

  - Семейство: Куньи
    - Род: Африканские хорьки
      - Африканский хорёк, Ictonyx striatus LC

    - Род: Poecilogale
      - Африканская ласка, Poecilogale albinucha LC

    - Род: Mellivora
      - Медоед, Mellivora capensis LC

    - Род: Hydrictis
      - Белогорлая выдра, Hydrictis maculicollis LC

    - Род: Бескоготные выдры
      - Aonyx congicus NT

#### Отряд:Непарнокопытные
- Семейство: Лошадиные
  - Род: Лошади

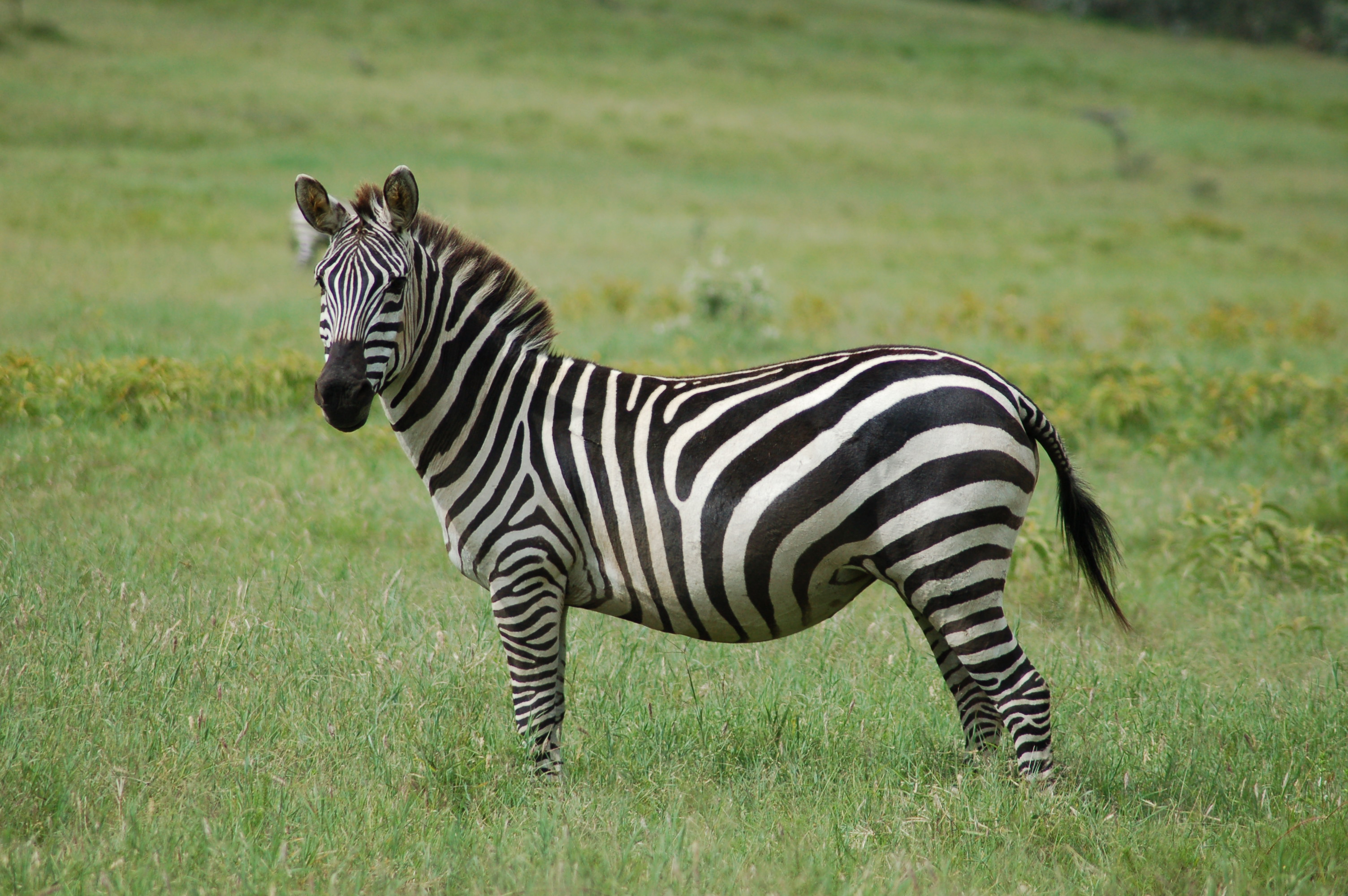
Зебра Гранта

    - Зебра Гранта, Equus quagga boehmi NT

#### Отряд:Китопарнокопытные
- Подотряд: Свинообразные
  - Семейство: Свиные
    - Род: Бородавочники

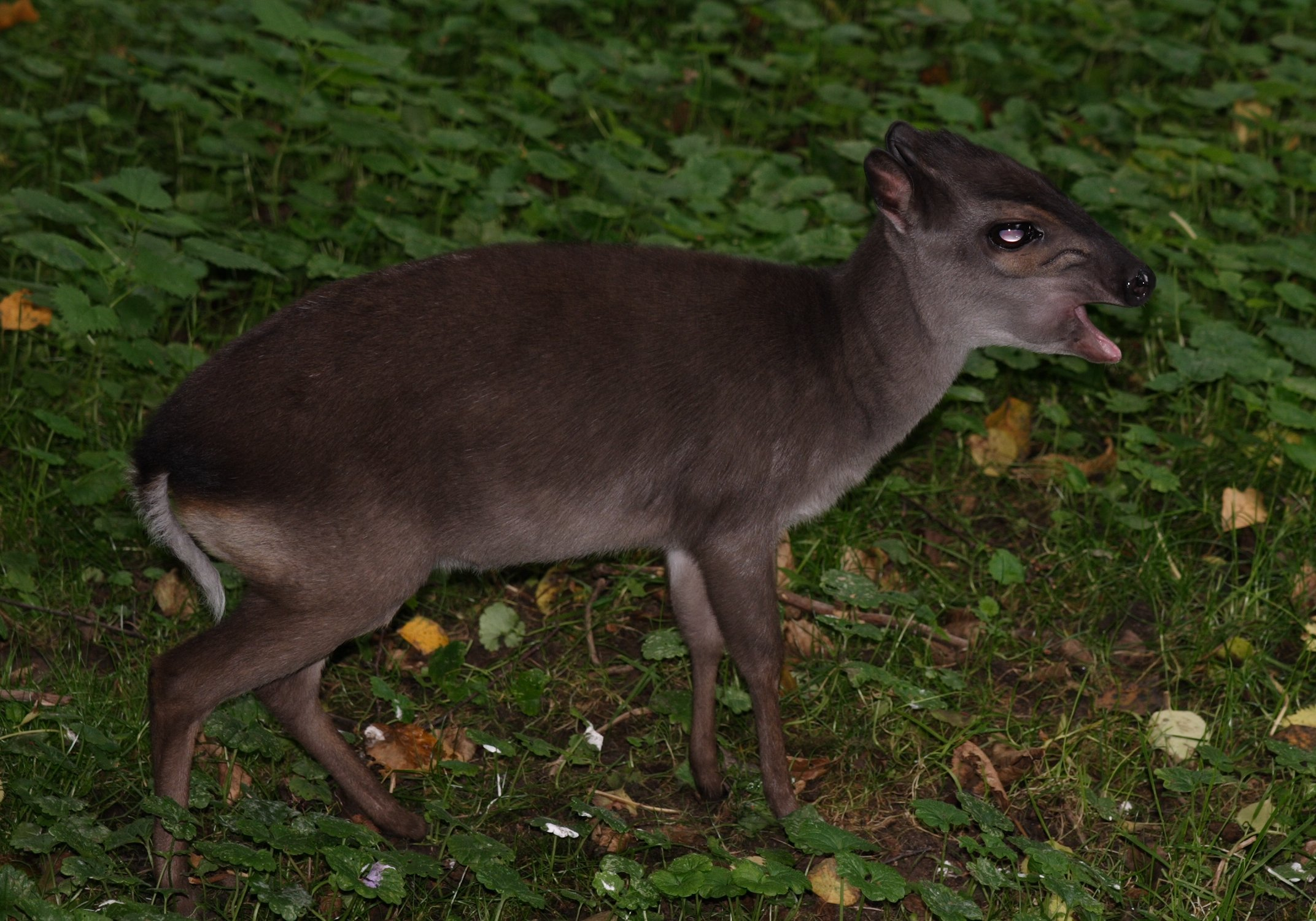
Голубой дукер

      - Бородавочник, Phacochoerus africanus LR/lc

    - Род: Большие лесные свиньи
      - Большая лесная свинья, Hylochoerus meinertzhageni LR/lc

    - Род: Кистеухие свиньи
      - Кустарниковая свинья, Potamochoerus larvatus LR/lc
- Подотряд: Жвачные
  - Семейство: Оленьковые
    - Род: Водяные оленьки
      - Водяной оленёк, Hyemoschus aquaticus DD

  - Семейство: Полорогие
    - Подсемейство: Бубалы
      - Род: Конгони
        - Бубал Лихтенштейна, Alcelaphus buselaphus lichtensteinii LR/cd

      - Род: Лиророгие бубалы
        - Топи Damaliscus lunatus LR/cd

    - Подсемейство: Настоящие антилопы
      - Род: Антилопы-прыгуны
        - Антилопа-прыгун, Oreotragus oreotragus LR/cd

      - Род: Ориби
        - Ориби, Ourebia ourebi LR/cd

    - Подсемейство: Бычьи
      - Род: Африканские буйволы
        - Африканский буйвол, Syncerus caffer LR/cd

      - Род: Канны
        - Канна, Taurotragus oryx LR/cd

      - Род: Лесные антилопы
        - Бушбок, Tragelaphus scriptus LR/lc
        - Ситатунга, Tragelaphus spekii LR/nt

    - Подсемейство: Дукеры
      - Род: Philantomba
        - Голубой дукер, Cephalophus monticola LR/lc

      - Род: Лесные дукеры
        - Чернолобый дукер, Cephalophus nigrifrons LR/nt
        - Желтоспинный дукер, Cephalophus silvicultor LR/nt
        - Конголезский дукер, Cephalophus weynsi LR/nt

      - Род: Sylvicapra
        - Кустарниковый дукер, Sylvicapra grimmia LR/lc

    - Подсемейство: Саблерогие антилопы
      - Род: Лошадиные антилопы
        - Лошадиная антилопа, Hippotragus equinus LR/cd

    - Подсемейство: Aepycerotinae
      - Род: Импалы
        - Импала, Aepyceros melampus LR/cd

    - Подсемейство: Водяные козлы
      - Род: Водяные козлы
        - Обыкновенный водяной козёл, Kobus ellipsiprymnus LR/cd

      - Род: Редунки
        - Обыкновенный редунка, Redunca redunca LR/cd
- Подотряд: Whippomorpha / Cetancodonta
  - Семейство: Бегемотовые
    - Род: Бегемоты
      - Обыкновенный бегемот, Hippopotamus amphibius VU